# 多泰
宗室多泰（转写：Uksun Dotai，1830年10月25日—1891年1月12日，道光十年九月初九日子時－光緒十六年十二月初三日寅時），字鎮東。清朝遠支宗室鑲白旗第一族溥字輩，清朝政治人物。

## 生平
咸豐五年（1855年）中式乙卯科宗室鄉試舉人。同治元年（1862年）授七品筆帖式。
同治十年（1871年）辛未科第三甲第一百三十二名同進士出身。五月，授主事分部學習。
光緒六年（1880年），升授禮部員外郎。
光緒十六年十二月初三日（1891年）卒，年六十一歲。

## 家庭及關聯
- 八世祖：肅武親王豪格（1609年－1648年），清太宗文皇帝第一子，封和碩肅親王，授靖遠大將軍，革爵幽禁自盡；後追復肅親王，諡武，配饗太廟。
- 七世祖：溫良郡王猛峨（1643年－1674年），豪格第五子，封多羅溫郡王，諡良。
- 六世祖：貝勒延綬（1670年－1715年），猛峨第二子，襲封多羅溫郡王，降為多羅貝勒，追封和碩肅親王。
- 五世祖：已革輔國公揆惠（1688年－1734年），延綬第一子，初封奉恩將軍，襲封輔國公，因事革爵。
- 高祖父：宗室玉福（1711年－1773年），揆惠第四子，官至副護軍參領。
- 曾祖父：宗室達祜布（1743年－1802年），玉福第一子，閑散。
- 祖父：宗室修林（1771年－1820年），達祜布第一子，官委署主事。
- 父：宗室恒剛（1800年－1833年），修林第三子，閑散。
- 母：那拉氏，恒剛正室，英林之女。
- 多泰排行第二，有一兄：百壽（1824年－1828年），早卒。

### 妻妾
- 正室：胡佳氏，雙福之女。
- 無側室。

### 子女
有二子。
- 長子：豫璋（1855年－1878年），早卒。
- 次子：豫瓚（1857年－？年），閑散。